# 윌리엄 맥콜
윌리엄 캐머런 윌리 맥콜(William Cameron "Willie" McCool, 1961년 9월 23일 ~ 2003년 2월 1일)은 미국의 해군 중령, 우주인으로 컬럼비아 우주왕복선 공중분해 사고의 희생자 중 한 명이다.

## 같이 보기
- 우주비행 관련 사고와 사건 목록
- 컬럼비아 우주왕복선 공중분해 사고